# آیشواریا باسکران
آیشواریا باسکران (انگلیسی: Aishwariyaa Bhaskaran) بازیگر هندی است که در فیلم های تامیل، مالایالم، کنادا و تلوگو و برخی سریال های تلویزیونی مالایالم و تامیل بازی کرده است. او دختر بازیگر قدیمی، لاکشمی است.

## فیلم‌شناسی
| سال  | نام فیلم  | نقش             | زبان     | نکات                         |
| ---- | --------- | --------------- | -------- | ---------------------------- |
| ۱۹۹۲ | میرا      | میرا            | تامیل    |                              |
| ۱۹۹۳ | پروانه‌ها  | آنجو، مانجو     | مالایالم |                              |
| ۱۹۹۳ | گردش      | ویدیا           | هندی     | اولین حضور در فیلم زبان هندی |
| ۱۹۹۹ | خانه شلوغ | کریستین         | تامیل    | [ ۳ ]                        |
| ۲۰۰۴ | نانی      | دوست پری‌یا      | تلوگو    |                              |
| ۲۰۰۵ | پریاساکهی | مادر پری‌یا      | تامیل    |                              |
| ۲۰۰۵ | شش        | ساند ساروجا     | تامیل    |                              |
| ۲۰۰۶ | دفتر      | الیزابت         | مالایالم |                              |
| ۲۰۰۷ | نیزه      | مانیمگهالالی    | تامیل    |                              |
| ۲۰۰۸ | پازانی    | دورگا           | تامیل    |                              |
| ۲۰۰۸ | آبهی و من |                 | تامیل    |                              |
| ۲۰۱۴ | دعا       |                 | تامیل    |                              |
| ۲۰۱۵ | مرد       | نادو            | تامیل    |                              |
| ۲۰۱۸ | دیوداس    | فیشفرای لاکشمی  | تلوگو    |                              |
| ۲۰۱۹ | اوه عزیزم | مادر ویکرام     | تلوگو    |                              |
| ۲۰۲۲ | فیل       | مادر سلوی       | تامیل    | [ ۴ ]                        |
| ۲۰۲۳ | داداش     | مادر مانیکاندان | تامیل    | [ ۵ ]                        |